# 陳學繼
陳學繼（1567年3月24日—1605年），字繼吾，號念桓，江西南康府都昌縣人，明朝政治人物。

## 生平
陳學繼恪守誠敬，淡泊名利。早年出身縣學生，以《詩經》中萬曆十九年（1591年）江西鄉試舉人第三十三名，二十九年（1601年）會試中式第五十三名，成第三甲一百零六名進士，礼部觀政，獲授仙居知縣，三十三年調任定海，但未就任就已去世。他處事公正清廉，士人信服，著有《政論》，入祀鄉賢祠。

## 家族
曾祖陳尚義，壽官。祖父陳諫，國子監助教。父親陳中烈，衢州府同知。母親陶氏。